# Блидешти (Алба)
Блидешти (рум. Blideşti) насеље је у Румунији у округу Алба. Oпштина се налази на надморској висини од 1073 m.

## Становништво
Према подацима из 2002. године у насељу је живело 33 становника, од којих су сви румунске националности.